# Hankel-függvény
A Bessel-függvények két lineárisan független megoldásai a Hankel-függvények Hα(1)(x) és Hα(2)(x),:
{\displaystyle H_{\alpha }^{(1)}(x)=J_{\alpha }(x)+iY_{\alpha }(x)}
{\displaystyle H_{\alpha }^{(2)}(x)=J_{\alpha }(x)-iY_{\alpha }(x)}
Ahol i az imaginárius egység. 
Ezeket a lineáris kombinációkat úgy is ismerik, mint a III.fajú Bessel-függvények; a Bessel-féle differenciálegyenletnek két lineárisan független megoldásai. Az elnevezést Hermann Hankel után kapták. Hermann Hankel (1839 – 1873) német matematikus volt.
A Hankel-függvényeket inkább az elméleti fejlesztéseknél használják, és nem a gyakorlati területen.
A Hankel-függvényeket a hengerkoordináta-rendszerben haladó hullámterjedés egyenleteinek megoldásánál alkalmazzák.

## A gömbi koordináták Hankel-függvényeihn(1),hn(2)
A Hankel-függvényeknek is van gömbi koordináta rendszerre analóg függvényei:
{\displaystyle h_{n}^{(1)}(x)=j_{n}(x)+iy_{n}(x)\,}
{\displaystyle h_{n}^{(2)}(x)=j_{n}(x)-iy_{n}(x).\,}
A gömbi Hankel-függvényeket gömbi hullámterjedési problémák megoldásánál használják, mint például az elektromágneses tér többpólusú kiterjedésénél.